# Tetraclea
Tetraclea  é um gênero botânico da família Lamiaceae.

## Espécies
- Tetraclea angustifolia
- Tetraclea coulteri
- Tetraclea subinclusa
- Tetraclea viscida

## Nome e referências
Tetraclea A. Gray, 1853